# Antrolana lira
Antrolana lira is een pissebed uit de familie Cirolanidae. De wetenschappelijke naam van de soort is voor het eerst geldig gepubliceerd in 1964 door Bowman.